# Wikariat Leiria
Wikariat Leiria − jeden z 9 wikariatów diecezji Leiria-Fátima, składający się z 9 parafii:
- Parafia św. Katarzyny w Azoia
- Parafia św. Mateusza w Leiria
- Parafia Najświętszego Zbawiciela w Barreira
- Parafia Matki Bożej Bramy Niebios w Cortes
- Parafia św. Izabeli Portugalskiej w Leiria
- Parafia Wniebowzięcia Najświętszej Maryi Panny w Leiria
- Parafia św. Jakuba Większego w Leiria
- Parafia Matki Bożej Różańcowej w Leiria
- Parafia Matki Bożej Wygnanych w Leiria